# Andriej Chrżanowski
Andriej Jurjewicz Chrżanowski (ros. Андрей Юрьевич Хржано́вский; ur. 30 listopada 1939) – radziecki animator, reżyser i scenarzysta filmów rysunkowych.
Absolwent szkoły filmowej WGIK. Karierę rozpoczął w radzieckim studiu filmowym Sojuzmultfilm pracując dla Fiodora Chitruka.

## Nagrody i odznaczenia
- Zasłużony Działacz Sztuk RFSRR (1992)[2]
- Państwowa Nagroda Federacji Rosyjskiej w dziedzinie literatury i sztuki (1999)
- Ludowy Artysta Federacji Rosyjskiej (2011)[3]

## Wybrana filmografia
- 1966: Tu mieszkał Kozjawin (Жил-был Козявин)[1]
- 1968: Szklane organki (Стеклянная гармоника)[1]
- 1984: Żar-ptak (Жар-птица)
- 2002: Półtora kota (Полтора кота)
- 2009: Półtora pokoju (Полторы комнаты, или Сентиментальное путешествие на родину)